# Cá bống nhiều râu
Cá bống nhiều râu, tên khoa học Parachaeturichthys polynema là một loài cá trong họ Gobiidae. Chúng được Pieter Bleeker mô tả đầu tiên vào năm 1853.